# Kicelj
Kicelj je brdo i naselje unutar Grada Tuzle. Također je reguliran kao prirodna baština ruralnog dijela općine Tuzle. Pod zaštitom je države. Zaštićen je kao zaštićeni krajobraz.
Duž Kicelja pruža se ulica istog imena u pravcu sjever - jug. Okružuju ga Tušanj i Dragodol, Rovine, Kojšino, Borić, Slatina i Džafer mahala. Zapadno su rudnik soli a s istoka prema Boriću crpna postaja Kojšino i Institut GIT.
U prošlosti je do polovice 20. stoljeća top s Kicelja označavao vrijeme iftara. 2014. godine vraćena je tradicija i od tad top opet označava početak ramazana. Odlučeno je da će se tijekom mjeseca mubareka top premještati na više lokacije te će se oglasiti s naselja na brdima koja okružuju grad, tj. na Ilinčicu, Debelo Brdo i Borić.
S Kicelja se pruža lijep pogled prema ostatku grada, od zapadnog do istočnog dijela. Omiljeno je odredište posjetitlejima. Asfaltni put vodi do vrha. Zbog čestih posjeta i predivna pogleda javljaju se prijedlozi za izgradnju vidikovca.

## Vanjske poveznice
- Facebook Tuzla - grad i ljudi: na brdu Kicelj zajednički iftar i druženje sa mladima Franjevačkog samostana u Tuzli, koji su donijeli hranu i piće. 11. svibnja 2019.